# Liste der Kulturgüter in Arbedo-Castione
Die Liste der Kulturgüter in Arbedo-Castione enthält alle Objekte in der Gemeinde Arbedo-Castione im Kanton Tessin, die gemäss der Haager Konvention zum Schutz von Kulturgut bei bewaffneten Konflikten, dem Bundesgesetz vom 20. Juni 2014 über den Schutz der Kulturgüter bei bewaffneten Konflikten sowie der Verordnung vom 29. Oktober 2014 über den Schutz der Kulturgüter bei bewaffneten Konflikten unter Schutz stehen.
Objekte der Kategorien A und B sind vollständig in der Liste enthalten, Objekte der Kategorie C fehlen zurzeit (Stand: 1. Januar 2023).

## Kulturgüter
| Foto |                                                                                | Objekt                                                                                        | Kat. | Typ | Standort                           | Beschreibung |
| ---- | ------------------------------------------------------------------------------ | --------------------------------------------------------------------------------------------- | ---- | --- | ---------------------------------- | ------------ |
| ja   | Datei hochladen · Wikidata zu Kirche San Paolo genannt Chiesa Rossa (Q3671568) | Kirche San Paolo genannt Chiesa Rossa / Chiesa di San Paolo detta Chiesa Rossa KGS-Nr.: 05238 | A    | G   | Via del Carmagnola 723529 / 118431 |              |
| ja   | Datei hochladen · Wikidata zu Pfarrkirche San Giuseppe (Q3670599)              | Pfarrkirche San Giuseppe / Chiesa parrocchiale di San Giuseppe KGS-Nr.: 11906                 | B    | G   | Via Mulino Rosso 723702 / 119028   |              |
| ja   | Datei hochladen · Wikidata zu Kräutermühle (Q29883862)                         | Kräutermühle / Mulino Erbetta KGS-Nr.: 11907                                                  | B    | G   | Via Bocarello 16 723825 / 119073   |              |